# Salari social
Un salari social o renda mínima és una prestació econòmica dins del marc del sistema de protecció social que pretenen que els ciutadans no es queden sense res per a viure, permetent unes condicions mínims per a viure. És una política pública per lluitar contra la pobresa.

## Història
Els salaris socials van aparèixer com a reacció davant la situació de la nova pobresa apareguda a la fi de la dècada de 1970 a l'Europa occidental, on en molts països l'ocupació completa i l'estabilitat laboral entrà en declivi.
La situació laboral de la protecció social lligada a un treball estable va tindre lloc a molts països occidentals va estar present entre els anys quaranta i a mitjan setanta. La fi d'aquesta situació s'epxlica pel canvi del model d'acumulació capitalista, que provocà que ja no hi hagueren tants llocs de treball disponibles, l'establiment de l'atur estructural, el debilitament dels drets laborals i la fi de les carreres professionals com quelcom continu.

### Salaris socials a Espanya
Els salaris socials han sigut implantats a Espanya per part de diverses comunitats autònomes a partir de la dècada de 1990 amb la denominació de renda mínima.
Amb la legislatura autonòmica de 2015 es van aprovar una nova onada de lleis que estableixen salaris socials:
- Llei foral navarresa 15/2016, de 11 de novembre, reguladora dels drets a la Inclusió Social i a la Renda Garantitzada
- Llei balear 5/2016, de 13 d'abril, de la renda social garantida
- Llei 19/2017, de 20 de desembre, de renda valenciana d'inclusió
- Llei 14/2017, de 20 de juliol, de la Renda Garantitzada de Ciutadania de Catalunya

A Aragó un projecte de llei de renda social bàsica no prosperà.